# Шекспірівський сад
Шекспірівський сад — це тематичний сад, в якому вирощують рослини, що згадуються у роботах Вільяма Шекспіра, але також можуть бути присутні рослини, що були типові для епохи Єлизавети, але у Шекспіра не згадані. Шекспірівський сад звичайно містить декілька десятків рослин, що або висаджені трав'янистим різнобарв'ям або у геометричних формах, розділених самшитом. Таблички біля рослин як правило містять відповідні цитати з творів Шекспіра. У саді присутні доріжки, лавки та бюст Шекспіра.
Шекспірівський сад може слугувати компаньйоном до будівель, що імітують архітектуру епохи Єлизавети. В англомовних країнах, особливо США, такі сади часто є публічними, частиною парків, університетів та шекспірівських фестивалів. Вони мають культурне, освітнє значення та через свою романтичність часто використовуються як місце проведення весіль.

## Шекспір та сади
Вважається, що Шекспір був пристрасним садівником, хоча його можливості в Лондоні були обмежені. У січні-лютому 1631 року сер Томас Темпл, перший баронет Стоув, з нетерпінням послав свою людину для отримання черенків винограду, що ріс у Нью-Плейс, Стретфорд-на-Ейвоні, маєтку, де Шекспір прожив останні роки. Лист Темпла, що зберігся, однак не має згадки про Шекспіра: Темпл знав про те, що лози гарні від своєї невістки, яка мала будинок поруч.
Відродження інтересу до квітів, згаданих у творах Шекспіра, відбулось на фоні загального відновлення захоплення квітковими садами. Ранній документ належить Полу Жерару «Квіти зі Стретфорда-на-Ейвоні» («Flowers from Stratford-on-Avon», Лондон, 1852), в якому він намагався ідентифікувати квіткові посилання Шекспіра, як чисто літературну та ботанічну вправу. Аналогічні праці Дж. Харві Блума («Шекспірівський сад», Лондон: Methuen, 1903) чи Ф.Дж. Севеджа («Флора та фольклор Шекспіра», Челтенхем: E.J. Burrow, 1923). Ця традиція існує і по цей час.
Невеличкий дендропарк з бл.40 дерев, згаданих у Шекспіра, був створений у 1988 році на доповнення до саду котеджу Енн Хатавей (дружини Шекспіра) в Шоттері, в милі від Стретфорда-на-Ейвоні. В парку розташована мультимедівйна лавка, присівши на яку, можна натиснути кнопку та прослухати один з чотирьох сонетів Шекспіра у виконанні відомих акторів Також рисами парку є хатинка з переплетіння гілок живої верби, натхненна рядками з «Дванадцятої ночі», та лабіринт з тису.
Певне головним шекспірівським садом є сад, вигадливо реконструйований Ернестом Ло у Нью-Плейс, Стретфорд-на-Ейвоні, у 1920-ті. Він використав гравюру Томаса Гілла «Лабіринт садівника» (Лондон, 1586 рік), зазначивши у прес-релізі, коли сад ще планувався, що це була «книга, з якою Шекспір точно консультувався при створенні свого власного вузлового саду» Та сама гравюра була використана при плануванні Саду королеви позаду палацу К'ю 1969 року. Багато ілюстрована книга Ернеста Ло «Сад Шекспіра, Стретфорд-на-Ейвоні» («Shakespeare's Garden, Stratford-upon-Avon», 1922 р.), слугувала натхненням багатьом бажаючим створити квіткові шекспірівські сади у 1920-30-ті роки. Для американців, аналогічний вплив вчинила книга Естер Сінглтон «Шекспірівський сад» (Нью-Йорк, 1931 р.). Сади, створені Сінглтон та Ло, як і більшість інших шекспірівських садів, значною мірою завдячують яскравій естетиці частково відновленій, але переважно вигаданій традиції «англійського сільського саду», що почалася у 1870-х. Спроб відтворити справжній середньовічний сад з жорстким використанням лише історичних рослин робилось мало, доки Національний траст не став першопроходцем, створивши у 1970-ті вузловий сад у Літто Мортон Холл, Чешир, та відновив партер у Гемптон Корт (1977 р.).

## Флора Шекспіра
Найбільш відоме посилання у Шекспіра на рослини, що використовуються з символічною метою (крім коротких згадок, як у «Ромео і Джульєтта»: «Та що ім'я? Назви хоч як троянду, Не зміниться в ній аромат солодкий!»), — це промова Офелії у Гамлеті:
Офелія: Ось розмарин, це на згадку. Пам'ятай, любий, пам'ятай. А ось братки, це для дум.
Лаерт: Повчальний урок безуму: щоб думки та пам'ять були в згоді.
Офелія: Ось вам кріп і орлики. Ось рута. А тут трохи для мене. Ще вона прозивається зіллям святої неділеньки. Ох, але вам носити цю руту з іншої причини. А ось стокротка. Дала б вам і фіалок, та вони всі пов'яли, коли вмер мій батько. Кажуть, йому хороше вмиралося…
Шекспір також використовує рослини для історичного символізму, як обривання білих та червоних троянд у «Генрі VI, частина I» як передвістя династичної боротьби, яка стала відома як Війна Червоної та Білої троянд і принесла завершення правління короля. Всі рослини, які Шекспір називає у своїх творах, згадані у класичних медичних текстах або середньовічних травниках.

## Інші приклади шекспірівських садів
| Місцерозташування                                                   | Фото | Належність                               | Посилання                                       |
| ------------------------------------------------------------------- | ---- | ---------------------------------------- | ----------------------------------------------- |
| Бруклінський ботанічний сад, Бруклін, Нью-Йорк, США                 |      | Публічний парк чи ботсад                 |                                                 |
| Шекспірівський сад в Еванстоні, Іллінойс, США, створений 1916–1929. |      | Публічний парк чи ботсад                 |                                                 |
| Ботанічний сад Йоганнесбургу, ПАР                                   |      | Публічний парк чи ботсад                 |                                                 |
| Центральний парк (Нью-Йорк)                                         |      | Публічний парк, шекспірівський фестиваль | [Архівовано 12 вересня 2015 у Wayback Machine.] |
| Міжнародний сад тестування троянд, Портленд, Орегон                 |      | Публічний парк чи ботсад                 |                                                 |
| Золоті ворота, Сан-Франциско, Каліфорнія                            |      | Публічний парк чи ботсад                 | [Архівовано 10 вересня 2015 у Wayback Machine.] |
| Гантінгтонська бібліотека, Сан-Марино, Каліфорнія                   |      | Публічний парк чи ботсад                 |                                                 |
| Відень, Австрія                                                     |      | Публічний парк чи ботсад                 |                                                 |
| Герцогспарк, Регенсбург, Німеччина                                  |      | Публічний парк чи ботсад                 |                                                 |
| Університет Південної Дакоти                                        |      | Територія кампусу університету           |                                                 |
| Єлизаветинський сад, Фолджерівська шекспірівська бібліотека         |      | Публічний парк чи ботсад                 |                                                 |